# Diponthus invidus
Diponthus invidus är en insektsart som beskrevs av George Clifford Carl 1916. Diponthus invidus ingår i släktet Diponthus och familjen Romaleidae. Inga underarter finns listade i Catalogue of Life.